# ヤイデン・オーステルヴォルデ
ヤイデン・オーステルヴォルデ（Jayden Oosterwolde、2001年4月26日 - ）は、オランダ・ズヴォレ出身のサッカー選手。フェネルバフチェSK所属。ポジションはDF。